# Liste der Backsteinbauwerke der Gotik in Belgien

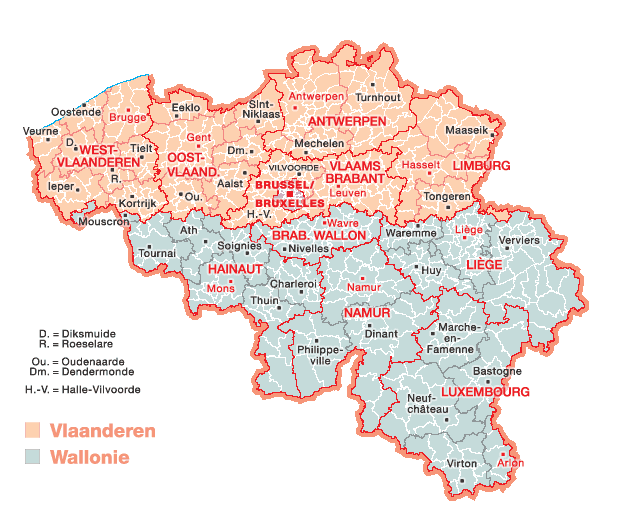
Verwaltungseinteilung Belgiens

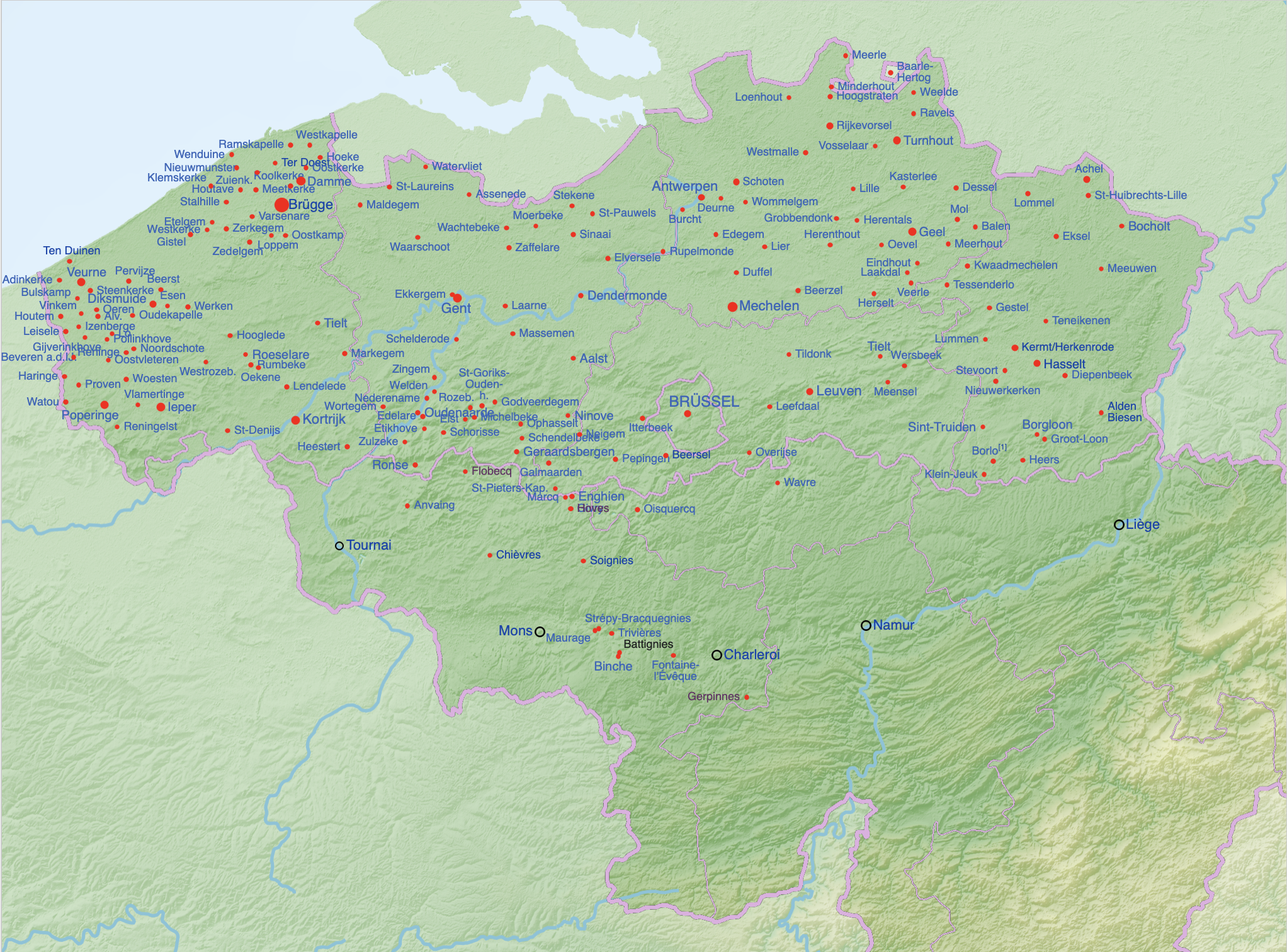
Gotische Backsteinbauten in Belgien, Screenshot der interaktiven Karte

▶ Backsteinbauwerke der Gotik – Übersicht
Die Liste der Backsteinbauwerke der Gotik in Belgien ist Teil des Listen- und Kartenwerks Backsteinbauwerke der Gotik, einer möglichst vollständigen Zusammenstellung der Bauwerke der Backsteingotik und südeuropäischer gotischer Backsteinstile. Aufgenommen sind nur Bauten, an denen der Backstein irgendwo zutage tritt oder, bei geschlämmten Oberflächen, wenigstens die Backsteinstruktur von Mauerwerk erkennbar ist.
In den Spanischen Niederlanden, also dem heutigen Belgien, ist die Gotik anscheinend langsamer ausgeklungen als in anderen Regionen. Da andernorts schärfer zwischen Gotik und Nachgotik unterschieden wird, wurde in dieser Liste die Grenze bei 1625 gesetzt.
Umfang:

Es wurden in Belgien insgesamt 251 gotische Backsteingebäude und -gebäudegruppen gefunden. Gruppen sind hier mehrere gleichartige Bauwerke eines Ortes, z. B. Bürgerhäuser, die in einer Tabellenzeile zusammengefasst sind.
Hintergrundinformation aus öffentlichen Datenbanken:
- OE = Inventaris Onroerend Erfgoed – ausführliche Beschreibungen im Inventar des unbeweglichen Erbes
- BC = Biens classés et Zones de protection

Bei einigen Gebäuden ist unter „(CC)“ die zugehörige Bildersammlung in Wikimedia Commons verlinkt.
Detaillierte Verteilungskarte:
- Backsteinbauwerke der Gotik/Verteilung in Belgien

## Westflandern
(Anzahl der Gebäude und Gebäudegruppen: 96)
| Ort                               | Bauwerk                                                   | Bauzeit | Anmerkungen | Foto |
| --------------------------------- | --------------------------------------------------------- | --- | --- | ---- |
| Adinkerke, De Panne               | Sint-Audomaruskerk (CC) OE 16268                          | | mittelalterlicher Turm und Querschiff der überwiegend neugotischen Kirche, gelber Backstein und wenig (grober) Naturstein                                                                                          |      |
| Alveringem                        | Sint-Audomaruskerk (CC) OE 15811                          | Chor 16. Jh. | übrige Kirche Ende 17. Jh., alles gelber Backstein auf Natursteinsockel |      |
| Beerst, Diksmuide                 | Sint-Wandregesiluskerk (CC) OE 78165                      | Pfarrei seit 1274 | nach Zerstörung im Ersten Weltkrieg bis 1937 wiederaufgebaut |      |
| Beveren- aan-de-IJzer, Alveringem | Sint-Audomaruskerk (CC) OE 15922                          | 15. u. 18. Jh. | gelber Backstein, teilw. vom romanischen Vorgänger |      |
| Brügge                            | Belfried und Hallen OE 29457                              | Backstein Ende 13. Jh. – Ende 15. Jh. | |      |
| Brügge                            | Stadhuis (Rathaus) (CC), OE 29238                         | ab 1376 | Schauseite Brabanter Gotik in Werkstein, Seitengiebel und Rückfront überwiegend Backstein |      |
| Brügge                            | Sint-Janshospitaal (CC) OE 82360                          | gotische Krankensäle 2. Hälfte 13. Jh., Corneliuskapel 15. Jh. | gotische Krankensäle 2. Hälfte 13. Jh., Corneliuskapel 15. Jh. |      |
| Brügge                            | Onze-Lieve-Vrouwekerk OE 82359                            | Turm um oder ab 1280 | Kirche mit Ausnahme der Westfassade im Wesentlichen aus Backstein |      |
| Brügge                            | St.-Salvator-Kathedrale OE 29716                          | Chor seit 1275, Querhaus seit 1360, gegenwärtiges Schiff und Seitenschiffe 1481–1557: | Chor seit 1275, Querhaus seit 1360, gegenwärtiges Schiff und Seitenschiffe 1481–1557: |      |
| Brügge                            | Beijhofkerk St. Elisabeth (CC) OE 84409                   | um 1260 | 1584 niedergebrannt, 1604–1609 wiederaufegabeut, im 18. Jh. erweitert |      |
| Brügge                            | Jacobskerk (CC) OE 29659                                  | 13. und 15. Jh. | Kern frühgotisch, Basilika |      |
| Brügge                            | Jeruzalemkerk (CC) OE 83393                               | bald nach 1470 | einschiffige Chorturmkirche |      |
| Brügge                            | Sint-Gilliskerk (CC) OE 82863                             | 2. H. 13. Jh., Umbau 1461–1479 | Bauwerk später erweitert und zur Hallenkirche umgebaut |      |
| Brügge                            | Prinsenhof (CC), OE 29612                                 | Kern 14.–15. Jh. | Residenz der Herzöge von Burgund; heutige Fassaden überwiegend 19. Jh. |      |
| Brügge                            | Landhuis van het Brugse Vrije (CC), OE 29236              | 1434–1532 | Sitz und Ratsgebäude der Kastellanei Brügge, später Gerichtsgebäude |      |
| Brügge                            | Tolhuis (CC), OE 29612                                    | 13. Jh. | urspr. wohl 2 Privathäuser, im 15. Jh. zum Zollhaus umgebaut, heute eines verputzt, eines backsteinsichtig, 3. (Teil-)Haus jünger                                                                                  |      |
| Brügge                            | Gruuthuse (CC), OE 82344                                  | 15. Jh. | Komplex mehrerer Gebäude, Anfänge evtl. 13. Jh., Umbauten im 19. Jh. |      |
| Brügge                            | mehrere Bürgerhäuser                                      | | |      |
| Bulskamp, Veurne                  | Sint-Bertinuskerk (CC) OE 16934                           | Turm 15. Jh. | übrige Kirche neugotisch |      |
| Damme                             | Stadhuis (Rathaus) (CC) OE 78719                          | 1464–1467 | Fassade zum Marktplatz aus Werkstein (Brabanter Gotik) |      |
| Damme                             | Onze-Lieve-Vrouw-Hemelvaartkerk (CC) OE 78708             | 1210–1225, 1483, 1513, 1555–1559 | nach Kriegszerstörungen des 16. Jh. im 17. Jh. unvollst. wiederhergestellt, im 18. Jh. weiterer Rückbau |      |
| Damme                             | Huyse de Grote Sterre (CC) OE 78680                       | 15. Jh. | Kern älter |      |
| Damme                             | Sint-Janshospitaal (CC), OE 78704                         | 13. u. 15. Jh. | |      |
| Markegem, Dentergem               | Pfarrkirche Sint-Amandus en Sint-Lucia (CC) OE 84429      | 2. V. 13. Jh. (Turm) – Anf. 17. Jh. | rötliche Backsteintöne |      |
| Diksmuide                         | Sint-Niklaaskerk (CC) OE 78119                            | ab 1333 | |      |
| Diksmuide                         | Beginenhof (CC) OE 77927                                  | | 1434 Kapelle auf heutige Gestalt vergrößert, ab 1505 Wiederaufbau der meisten Häuser nach Brand, im Ersten Weltkrieg vernichtet, wiederaufgebaute Kapelle wohl ziemlich originalgetreu                             |      |
| Esen, Diksmuide                   | Sint-Petruskerk (CC) OE 78190                             | heutige Kirche nach Zerstörung von 1488, Turm ab 1524 | heutige Kirche nach Zerstörung von 1488, Turm ab 1524 |      |
| Ettelgem, Oudenburg               | Alte St.-Eligius-Kirche (CC) OE 44281                     | Backstein 15. bis Anf. 16. Jh. | romanischer Natursteinbau mit gotischen Umbauten in Backstein |      |
| Gijverinkhove, Alveringem         | Sint-Petruskerk (CC) OE 15924                             | 13. Jh. u. 1540 | gelber Backstein |      |
| Gistel                            | Pfarrkirche Onze-Lieve -Vrouw Ten Hemel Op. (CC) OE 52046 | Turm ab 1500 | neue Schiffe ab 1533, neue Turmspitze 1905/1906 |      |
| Haringe, Poperinge                | Martinuskerk (CC) OE 31395                                | Backstein Ende 16. Jh. | Turm vom romanischen Vorgänger, 12. Jh.; gotischer Umbau nach dem Bildersturm |      |
| Heestert, Zwevegem                | Pfarrkirche Onze-Lieve- Vrouw Hemelvaar (CC) OE 81076     | Backstein Anf. 16. Jh. | älteste Teile aus Doorniker Stein; spätgotischer Backsteinhallenchor; Langhaus ab 1931 einschiffig ersetzt |      |
| Hoeke, Oostkerke                  | St-Jacob-de-Meerdere (Jakobuskirche) (CC), OE 78764       | 13. Jh. | Schiff nach Zerstörungen im 16. Jh. wiederhergestellt im 17. Jh., Frühgotischer Turm, Glockengeschoss nach dem Zweiten Weltkrieg wiederaufgebaut, Innengestaltung neugotisch                                       |      |
| Hooglede                          | Sint-Amanduskerk (CC) OE 50955                            | 15. Jh. | Innenraum 282 klassizistisch umgestaltet, Westturm (statt Vierungsturm) 1872 u. 1921 |      |
| Houtave, Zuienkerke               | Pfarrkirche St.-Bavo und Machutus (CC) OE 57959           | 13.–14. gotische Backsteinkirche, 16.–17. Jh. spätgotischer Wiederaufbau nach Schäden des Achtzigjährigen Krieges, Westgiebel 1617; Langhaus Pseudobasilika, Chor mit Nebenkapellen Basilika (Pseudo-Hallenkirche) | 13.–14. gotische Backsteinkirche, 16.–17. Jh. spätgotischer Wiederaufbau nach Schäden des Achtzigjährigen Krieges, Westgiebel 1617; Langhaus Pseudobasilika, Chor mit Nebenkapellen Basilika (Pseudo-Hallenkirche) |      |
| Houtem, Veurne                    | Pfarrkirche Onze-Lieve- Vrouw Hemelvaart (CC) OE 16994    | 15./16. Jh. u. 2. V. 17. Jh. | Turm mittelalterlich, übrige Kirche teilw. neuer |      |
| Ieper (Ypern)                     | Sint-Maartenskathedraal (CC) OE 30539                     | Chor seit 1221, Querhaus seit 1254, Mittelschiff und Seitenschiffe 14. Jh., Turm 1377 und 143–1470; Wände überwiegend aus Backstein, aber viel Maßwerk aus Werkstein; war von 1561 bis 1801 Kathedrale             | Chor seit 1221, Querhaus seit 1254, Mittelschiff und Seitenschiffe 14. Jh., Turm 1377 und 143–1470; Wände überwiegend aus Backstein, aber viel Maßwerk aus Werkstein; war von 1561 bis 1801 Kathedrale             |      |
| Ieper (Ypern)                     | Belfried und Tuchhalle OE 30236                           | Belfried ab 1250 | Obergeschoss und Ecktürme des Belfried und Ecktürme der Halle Backstein mit viel Werksteindekor |      |
| Ieper (Ypern)                     | Sint-Jacobskerk (CC) OE 30230                             | 14. Jh. | Turm erst 1634 |      |
| Ieper (Ypern)                     | Groot Vleeshuis (Großes Fleischhaus) OE 30405             | Backstein 1529–1533 | untere Geschosse aus artesischem Sandstein, obere Geschosse aus Backstein; intensive Rekonstruktion nach Zerstörung im Ersten Weltkrieg                                                                            |      |
| Izenberge, Alveringem             | Sint-Mildredakerk (CC) OE 16448                           | 15./16. Jh. | gelber Backstein, Turm aus Naturstein um 1200; nördl. Seitenschiff 17. Jh. |      |
| Klemskerke, De Haan               | Sint-Clemenskerk (CC) OE 54585                            | 13. u. 14. Jh. | urspr. Vierungsturm seit Ende 16. Jh. als Westturm, Umbauten 18. Jh. |      |
| Koksijde                          | Kloster Ten Duinen (CC) OE 16323                          | gegründet 1107, Kirchenschiff 1354 | gotische Teile aus Backstein mit etwas Werkstein; Ende 16. Jh. zerstört, archäologische Grabungen seit 1897 |      |
| Koolkerke, Gemeinde Brügge        | Sint-Niklaaskerk (CC) OE 71984                            | 14. Jh. einschiffige erste Backsteinkirche, nach Zerstörung im 16. Jh., im 16./17. Jh. als Hallenkirche wiederaufgebaut; blassgrauer Backstein                                                                     | 14. Jh. einschiffige erste Backsteinkirche, nach Zerstörung im 16. Jh., im 16./17. Jh. als Hallenkirche wiederaufgebaut; blassgrauer Backstein                                                                     |      |
| Kortrijk                          | Belfried (CC) OE 59642                                    | 1411 u. 1424 | 1520 modernisiert; erbaut als Teil der im Übrigen abgerissenen alten Tuchhalle |      |
| Kortrijk                          | Sint-Michielskerk (CC) OE 42548                           | 1607–1611 | Pseudobasilika; Gebäudeachse in Nordsüdrichtung |      |
| Kortrijk                          | Groeningeabdij (CC) OE 59636                              | Ende 16. Jh. | v. a. ehemaliges Dormitorium |      |
| Kortrijk                          | Kapel Ter Bede OE 59642                                   | 1609 | sehr späte Gotik; westliches Spitzbogenfenster 1772 zugemauert |      |
| Krombeke, Poperinge               | Sint-Blasiuskerk (CC) OE 31272                            | Backstein 15. u. 16. Jh. | Hallenkirche aus gelbem Backstein |      |
| Leisele, Alveringem               | Sint-Martinuskerk (CC) OE                                 | um 1500 | gelber Backstein, nach Brand von 1583 Wiederherstellung 1609 |      |
| Lendelede                         | Sint-Blasiuskerk (CC) OE 91503                            | Backstein 16. Jh. u. später | Turm frühgotisch aus Stein, Erweiterungen in Backstein spätgotisch u. 19. Jh. |      |
| Lissewege, Brügge                 | Klosterscheune der Abtei Ter Doest (CC) OE 79819          | 1275 (geschätzt) | Anfänge des Klosters um 1175 als Dependance von Ter Duinen um 1253 Bau der Kirche, 1271 Anlage eines Schifffahrtskanals, vermutl. 1711 Scheune wiederhergestellt                                                   |      |
| Lissewege, Brügge                 | Onze-Lieve-Vrouw Bezoekingskerk OE 79787                  | ca. 1225–1275 | frühe Scheldegotik in Backstein |      |
| Lissewege, Brügge                 | Hoeve De Rozeblomme OE 79720                              | ca. 1500 | spätgotischer Fronhof der Abtei Ter Doest |      |
| Lo, Lo-Reninge                    | Sint-Petruskerk (CC) OE 70105                             | 13. u. 15. Jh. | überwiegend gelber Backstein, erst frühgotische Kreuzbasilika, dann spätgotische Hallenkirche |      |
| Loppem, Zedelgem                  | Sint-Martinuskerk (CC) OE 209818                          | 13.–16. Jh. | Hallenkirche seit 1616 |      |
| Markegem, Dentergem               | Sint-Amandus- en Sint-Luciakerk (CC) OE 84429             | Backstein seit 13. Jh. | Erweiterungen 14. Jh. |      |
| Meetkerke, Zuienkerke             | Pfarrkirche Onze-Lieve- Vrouwe Hemelvaart (CC) OE 57985   | Kern 13. Jh., Turm bis 1520 | Hallenkirche seit 1644 |      |
| Nieuwmunster, Zuienkerke          | Sint-Bartholomeuskerk (CC) OE 58028                       | Kern (13./)14. Jh. | Kirche heute aus Querhaus und Chor, ursprüngliches Langhaus wohl im 16. Jh. verloren, Chor im 19. Jh. verlängert                                                                                                   |      |
| Noordschote, Lo-Reninge           | Sint-Barnabaskerk (CC) OE 70166                           | 1498 | Rekonstruktion nach dem Ersten Weltkrieg |      |
| Oekene, Roeselare                 | Sint-Martinuskerk OE 23375                                | | Turm 15. Jh., Schiff 17. Jh., erweitert 1895 |      |
| Oeren, Alveringem                 | Sint-Apolloniakerk (CC) OE 16103                          | 1. V. 16. Jh. | gelber Backstein |      |
| Oostkamp                          | Sint-Pieterskerk (CC) OE 87893                            | ab 1559 | 1820 südl. Seitenschiff verbreitert |      |
| Oostkerke, Gemeinde Damme         | Kasteel van Oostkerke (CC), OE 78916                      | Torbau 14. Jh. | um 1922 Türme leicht verändert, übrige Gebäude teilw. ersetzt |      |
| Oostvleteren, Vleteren            | Sint-Amatuskerk (CC) OE 31563                             | 15. Jh. | |      |
| Oudekapelle, Diksmuide            | Pfarrkirche Sint-Jan-de-Doper (CC) OE 78463               | Turm Anf. 14. Jh. | Turm nach Erstem Weltkrieg originalgetreu rekonstruiert, übrige Kirche Neuschöpfung |      |
| Pollinkhove, Lo-Reninge           | Sint-Bartholomeuskerk (CC) OE 70212                       | ab 1554 | Hallenkirche aus gelbem Backstein |      |
| Poperinge                         | Sint-Bertinuskerk (CC) OE 31244                           | 15. Jh. | Hallenkirche |      |
| Poperinge                         | Sint-Janskerk (CC) OE 31213                               | 13. – 15. Jh. | im 19. Jh. stabilisiert und etwas verändert |      |
| Poperinge                         | Onze-Lieve-Vrouwkerk (CC) OE 30986                        | Ende 13. bis 14. Jh. | Hallenkirche |      |
| Proven, Poperinge                 | Sint-Victorkerk (CC) IBE-A 14308                          | Backstein um 1600 | Turm mit Resten des romanischen Vorgängerbaus |      |
| Ramskapelle, Knokke-Heist         | Sint-Vincentiuskerk (CC) OE 58593                         | Turm 13./14. Jh. | Schiff nach 1610 ersetzt |      |
| Reninge, Lo-Reninge               | St-Rictrudekerk (CC) OE 70253                             | | 1589–1621 Wiederaufbau der Hallenkirche nach Schäden im Achtzigjährigen Krieg |      |
| Reningelst, Poperinge             | Sint-Vedastuskerk (CC) OE 31375                           | Backstein um 1500 | Umbau der urspr. romanischen Kirche (Eisensandstein) zur Hallenkirche |      |
| Roeselare                         | Sint-Michielskerk (CC) OE 23609                           | 1502 | spätgotische Hallenkirche |      |
| bei Roeselare                     | Kasteel van Rumbeke (CC) OE 23328                         | | Gotik, Renaissance und Barock |      |
| Sint-Denijs, Zwevegem             | Pfarrkirche Sint-Dionysius en Sint-Genesius(CC) OE 81306  | Backstein 16. Jh. | Seitenschiff der bis dahin aus Naturstein errichteten Kirche |      |
| Stalhille, Jabbeke                | Sint-Jan-de-Doperkerk (CC) OE 88800                       | ab etwa 1240 | insbes. Turm frühgotisch |      |
| Steenkerke, Veurne                | Sint-Laurentiuskerk (CC) OE 83685                         | überw. 15. Jh. | Turm romanisch (12. Jh.) |      |
| Tielt                             | Sint-Pieterskerk (CC) OE 86722                            | 16. Jh. | Hallenkirche |      |
| Varsenare, Jabbeke                | Sint-Mauritiuskerk (CC) OE 88873                          | Turm 13. u. 16. Jh. | Schiff neugotisch |      |
| Veurne                            | Sint-Niklaaskerk (CC) OE 16812                            | 13.–15. Jh. | |      |
| Veurne                            | Sint-Walburgakerk (CC) OE 16814                           | Chor 14. Jh. | Chor Frühgotik, Rest Neugotik |      |
| Veurne                            | Huyze „De Valk“ OE 16698                                  | 1. Viertel des 17. Jh. | sehr späte Gotik |      |
| Vinkem, Veurne                    | Sint-Audomaruskerk (CC) OE 16895                          | ca. 1522 | gelber Backstein auf Sockel aus Eisensandstein; Reste eines romanischen Vorgängerbaus |      |
| Vlamertinge, Ieper                | Sint-Vedastuskerk (CC) OE                                 | Turm 1505 | Schiff im 19. Jh. und nach dem Ersten Weltkrieg durch Neubauten ersetzt |      |
| Watou, Poperinge                  | Sint-Bavokerk (CC) OE 31482                               | Backstein 16. Jh. | Ersatz einer romanischen Kirche |      |
| Wenduine, De Haan                 | Heilige Kruisverheffingskerk (CC) OE 54694                | zahlreiche Umbauten 13.–19. Jh., Turmgemäuer seit 1555 in heutiger Gestalt | zahlreiche Umbauten 13.–19. Jh., Turmgemäuer seit 1555 in heutiger Gestalt |      |
| Werken, Kortemark                 | Sint-Martinuskerk (CC) OE 91342                           | Schiff frühes 17. Jh. | Turm romanisch, Querschiff nach dem Ersten Weltkrieg neoromanisch, nach dem Zweiten Weltkrieg erneuter Wiederaufbau                                                                                                |      |
| Westkapelle, Knokke-Heist         | Sint-Niklaaskerk (CC) OE 58466                            | Turm ab 13. Jh. | nach Achtzigjährgem Krieg nur Vierung, Querschiff und Chöre wiederhergestellt; westliche Schiffe 1906–1909 neu |      |
| Westkerke, Oudenburg              | Sint-Audomaruskerk (CC) OE 45681                          | Turm 13. Jh. | übrige Kirche größtenteils 19. Jh. |      |
| Woesten, Vleteren                 | Sint-Rectrudiskerk (CC) 31625 OE 31625                    | Turm 1447 | übrige Kirche nach dem Ersten Weltkrieg neu |      |
| Woumen, Diksmuide                 | Sint-Andreaskerk (CC) OE 78617                            | | Chor frühgotisch; gelber Backstein, Sockelbereiche und Turmuntergeschosse aus Eisensandstein; leicht veränderte Rekonstruktion nach schweren Schäden im Ersten Weltkrieg                                           |      |
| Zedelgem                          | Sint-Laurentiuskerk (CC) OE 209337                        | Turm 14. Jh. | Turmspitze im 18. Jh. abgetragen, Schiff im 19. Jh. ersetzt |      |
| Zerkegem, Jabbeke                 | Sint-Vedastuskerk (CC) OE 83177                           | 14./15. Jh. | Chor frühgotisch; teilw. um 1620 wiederaufgebaut, neugotische Vergrößerung ab 1871 |      |
| Zuienkerke                        | Sint-Michielskerk (CC) OE 58088                           | | |      |

## Ostflandern
(Anzahl der Gebäude und Gebäudegruppen: 44)
| Ort                             | Bauwerk                                                      | Bauzeit | Anmerkungen | Foto       |
| ------------------------------- | ------------------------------------------------------------ | --- | --- | ---------- |
| Aalst                           | Sint-Martinuskerk (CC) OE 237                                | 1480–1566 | nachmittelalterlicher Westabschluss der unvollendeten Kirche aus Backstein                                                                                               |            |
| Assenede                        | Sint-Pieter en Sint-Martinuskerk (CC) OE 76102               | | älteste Teile romanisch, nördl. Seitenschiff neu |            |
| Dendermonde                     | Sint-Odolf-Kapel(le) (CC) OE 48293                           | 1328 | spätere Veränderungen |            |
| Edelare, Oudenaarde             | int-Martinuskerk (CC) OE 27404                               | Backstein ab ca. 1400 | |            |
| Ekkergem, Gent                  | Sint-Martinuskerk (CC) OE 20298                              | 1502–1527 | Veränderungen durch Restaurierungen 1584–1618 und 1903–1907 |            |
| Eksaarde                        | OLV-Hemelvaartkerk (CC) OE 18130                             | 1. V. 14. Jh. | erneuert 1732 und 1897 |            |
| Elst, Brakel                    | Sint-Apolloniakerk (CC) OE 74048                             | Turm oben 1510–1525 | Oberteil des Turms aus Backstein und Sandstein (Specklagen) |            |
| Elversele, Temse                | Sint-Margaretakerk (CC) OE 15707                             | Backstein wohl 16. Jh. | Chor siehe Google Maps streetview |            |
| Etikhove, Maarkedal             | Turm der Sint-Britiuskerk (CC) OE 27852                      | Turm ca. 1512–1530 | übrige Kirche nach 1767 |            |
| Gent                            | Abtei Bijloke (CC) OE 20338                                  | Backstein 1316–1323 | der ältere 11 Joche lange Krankensaal aus Tournai-Kalkstein, das jüngere „Craekhuys“ aus Backstein                                                                       |            |
| Gent                            | Wolweverskapel (CC) OE /25175                                | 14. Jh. | |            |
| Gent                            | Grote- & Achtersikkel (CC) OE 24492                          | 14.–16. Jh. | Straßenseiten Kalksandstein, Hofseiten überwiegend Backstein, Anklänge an franz. höfische Spätgotik (Schloss Blois); 1531 Erbteilung                                     |            |
| Gent                            | Granspijker OE 25614                                         | 16. Jh. | Wasserfront aus Backstein mit spätgotischen Konsolensturz-Fenstern aus Kalkstein                                                                                         | ganz links |
| Geraardsbergen                  | Stadhuis (Rathaus) (CC) OE 20298                             | Kern 14. Jh. | 1598/1599 restauriert, 1752/1753 barockisiert, 1891–1996 regotisiert, seither neugotische Außenhaut                                                                      |            |
| Geraardsbergen                  | Bartholomeuskerk (CC) OE 8430                                | 15. Jh, | 16. Jh. Gottesdienstunruhen mit Schäden und deren Ausbesserung |            |
| Godveerdegem, Zottegem          | Pfarrkirche Sint-Paulus-Bekering (CC) OE 9759                | Gotik 14. Jh., Backstein 16. Jh. | Chor 16. Jh. unten Sandstein, oben Backstein, Querhäuser um 1600 Backstein                                                                                               |            |
| Laarne                          | Sint-Machariuskerk (CC) OE 54307                             | 1. V. 16. Jh. bis 1. V. 17. Jh. | sehr späte Gotik; Seitenwände aus Backstein, Ostabschluss, Westfassade und Vierungsturm aus Naturstein                                                                   |            |
| Maldegem                        | Sint-Barbarakerk (CC) OE 50564                               | | Vierung, Turm und Chor gotischer Backstein |            |
| Massemen, Wetteren              | Sint-Martinuskerk (CC) OE 85144                              | Chor 16. Jh. | Backsteinchor mit Specklagen, übrige Kirche ganz aus Naturstein |            |
| Michelbeke, Brakel              | Turm der Pfarrkirche Sint-Sebastiaan (CC) OE 74107           | ca. 1530 | Kirche klassizistische Staffelhalle |            |
| Moerbeke                        | St.-Antonius-Abt-Kirche (CC) OE 34245                        | 14.–15. Jh. | Staffelhalle mit hölzernen Längstonnen, Grenzfall zur Pseudobasilika |            |
| Nederename, Oudenaarde          | Turm der Sint-Vedastuskerk (CC) OE 27746                     | 14./15. Jh. | übrige Kirche romanisch u. neoromanisch aus Naturstein |            |
| Neigem, Ninove                  | Sint-Margaretakerk (CC) OE 9454                              | Treppen- turm 1564 | auch Turm und Chor gotisch, Backstein mit etwas Sandstein, Kirche 2. H. 17. Jh. zur Pseudobasilika erweitert                                                             |            |
| Ninove                          | Koepoort (Kuhtor) (CC) OE 9262                               | 14. Jh., um 1600 | |            |
| Ophasselt, Geraardsbergen       | Sint-Pieters-Bandenkerk (CC) OE 8682                         | Turm 15. Jh. | Schiff 1777 |            |
| Oudenaarde                      | Begijnhofkapel (Beginenhofkapelle) (CC) OE 27010 (Begijnhof) | 1516 | Backstein, geschlämmt |            |
| Ronse                           | Turm der ehem. Sint-Martinuskerk (CC) OE 29047               | 15. Jh. | Schiff im 19. Jh. klassizistisch umgestaltet |            |
| Rozebeke, Zwalm                 | Onze-Lieve-Vrouwkerk (CC) OE 45298                           | Backstein um 1613 | Kern 13. Jh. Scheldegotik, Erneuerung des Westgiebels und Erhöhung von Seitenwänden um 1613                                                                              |            |
| Rupelmonde Kruibeke             | Graventoren (Grafenturm) (CC) OE 17695                       | ab 1389 | Ausbau unter Philipp dem Kühnen; 1583 großenteils zerstört, Reste als Gefängnis                                                                                          |            |
| Schelderode, Merelbeke-Melle    | Sint-Martinuskerk (CC) OE 36618                              | Gotik 14.–15. Jh. | gotischer Vierungsturm (Backstein mit Ecken aus Stein) der im Übrigen neugotischen Kirche                                                                                |            |
| Schendelbeke, Geraardsbergen    | Sint-Amanduskerk (CC) OE 8731                                | | Ersterwähnung 1139, Querhaus und untere Teile des Turms gotisch, aus Backstein; Veränderungen 1669 und 19. Jh.                                                           |            |
| Schorisse, Maarkedal            | int-Petruskerk (CC) OE 28114                                 | Turm 1538 | übrige Teile nicht mehr gotisch, 1684 ff. |            |
| Sinaai, Sint-Niklaas            | Sint-Catharinakerk (CC) OE 15375                             | Querhaus ca. 1260 | Schiff 17. und 18. Jh. zu Hallenkirche umgebaut: neoklassische Fenster, aber gotische Gewölbe                                                                            |            |
| Sint-Goriks-Oudenhove, Zottegem | Sint-Gorikskerk (CC) OE 9807                                 | frühgot. Mittelturm, Mittelschiff und Nordschiff aus Eisensandstein, danach Backstein; erst wohl Pseudobasilika, durch klassizist. Flachdecke jetzt Hallenkirche | frühgot. Mittelturm, Mittelschiff und Nordschiff aus Eisensandstein, danach Backstein; erst wohl Pseudobasilika, durch klassizist. Flachdecke jetzt Hallenkirche         |            |
| Sint-Laureins                   | Sint-Laurentiuskerk (CC) OE 58316                            | 2. H. 14. Jh. (Turm) bis 16. Jh. | früh- und spätgotisch; um 1790 einige Fenster stichbogig erweitert |            |
| Sint-Pauwels, Sint-Gillis-Waas  | Sint-Pauluskerk (CC) OE 14881                                | | mittelalterliche Backsteinwände nach zwischenzeitl. Zementdeckung jetzt mit neugotischer Backsteinhaut; westliches Joch völlig neugotisch, Pseudobasilika mit Hallenchor |            |
| Stekene                         | Heilig Kruiskerk (CC) OE 15459                               | Chor u. Querhaus 1548 | Basilika mit Hallenchor, Schiff nach diversen Umbauten → 1897 rekonstruiert (Eindruck neugotisch)                                                                        |            |
| Waarschoot                      | Sint-Ghislenuskerk (CC) OE 33247                             | Turm 1393 | Mittelalterlicher geweißter Backsteinturm mit neugotischem Westeingang, übrige Kirche nach Brand 2002 nur in Resten erhalten                                             |            |
| Wachtebeke                      | Sint-Catharinakerk (CC) OE 34347                             | um 1200 u. 1550–1580 | ursprüngl. einschiffig, später zur Hallenkirche vergrößert |            |
| Watervliet, Sint-Laureins       | Pfarrkirche Onze-Lieve-Vrouw Hemelvaart (CC) OE 59063        | 1501–1503 | v. a. anfangs sehr kleiner Backstein; Turm neugotisch |            |
| Welden, Oudenaarde              | Sint-Martinuskerk (CC) OE 27802                              | Backstein 15./16. Jh. | spätgotische Erneuerung der Querschiffarme in Backstein |            |
| Wortegem                        | Onze-Lieve-Vrouw en Sint-Rochuskerk (CC) OE                  | Vierungs- turm 16. Jh. | Vierungsturm und nördlicher Querschiffsgiebel mittelalterlich, Rest neugotisch                                                                                           |            |
| Zaffelare Lochristi             | Onze-Lieve-Vrouw en Sint-Petruskerk (CC) OE 34187            | Wiederaufbau 1584, 1604–1637 | Chorpartie gotische und nachgotische Halle, basilikales Schiff u. Turm neugotisch (1897–1907)                                                                            |            |
| Zulzeke-d’Olie, Kluisbergen     | Sint-Janskerk (CC) OE 28459                                  | | Gotischer Backstein: Obergeschoss des Turms und (auf hohem Natursteinsockel) der Chor; Schiff 18. u. 19. Jh. klassizistische Pseudobasilika                              |            |

## Provinz Antwerpen
(Anzahl der Gebäude und Gebäudegruppen: 47)
| Ort                     | Bauwerk                                                   | Bauzeit                                       | Anmerkungen | Foto |
| ----------------------- | --------------------------------------------------------- | --------------------------------------------- | --- | ---- |
| Antwerpen               | Vleeshuis (Fleischhaus) (CC) OE 4678                      | ab 1501                                       | Kernmauerwerk Backstein, Außenhaut Lagenwechsel von Werkstein und Backstein                                           |      |
| Antwerpen               | Sint-Julianusgasthuis (CC) OE 4172                        |                                               | ehem. Hospital |      |
| Baarle-Hertog           | Sint-Remigiuskerk (CC) OE 46381                           | 1500–1550                                     | nach teilweiser Zerstörung im Zweiten Weltkrieg 1950–1952 in modern vereinfachter Form wiederhergestellt              |      |
| Balen                   | Sint-Andrieskerk (Balen) (CC) OE 51953                    |                                               | |      |
| Beerzel, Putte          | Turm der Sint-Remigiuskerk (CC) OE 2435                   | um 1500                                       | Schiff 17. u. 18. Jh.                                                                                                 |      |
| Burcht Zwijndrecht      | Chor der Sint-Martinuskerk (CC) OE 14741                  |                                               | Chor (Backstein mit Sandstein) spätgotisch, übrige Kirche neugotisch                                                  |      |
| Dessel                  | Sint-Niklaaskerk (CC) OE 75536                            | um 1480                                       | Turm, Querhausgiebel u. Chorschluss mittelalterlich, übrige Teile 1863/1864                                           |      |
| Deurne, Stadt Antwerpen | Sint-Fredeganduskerk (CC) OE 11284                        | 1603–1644                                     | Wiederaufbau des um 1500 errichteten und 1579 zerstörten Vorgängerbaus, sehr späte Gotik bis Nachgotik                |      |
| Edegem                  | Sint-Antoniuskerk (CC) OE 12911                           | Backstein 3. Vtl. 16. Jh.                     | Mauern überstanden Brand von 1585; Schiff ab 1654 erhöht                                                              |      |
| Eindthout, Laakdal      | Pfarrkirche Sint-Lambertus (CC) OE 41109                  | 16. Jh.                                       | Turm, Mittelschiff, Querschiff und Chor gotisch, Seitenschiffe neugotisch (1854/1855)                                 |      |
| Eindthout, Laakdal      | Sint-Bavokapel (CC) OE 41127                              | um 1600                                       | |      |
| Geel                    | Sint-Amanduskerk (CC) OE 52309                            | 1490–1531                                     | Turm u. Seitenschiffe eher nach brabanter, Obergaden, Querhaus u. Chor nach Kempenscher Gotik                         |      |
| Geel                    | Sint-Dimpnakerk (CC) OE 52365                             | Turm 1542–1570                                | Turm nach Einsturz in Kempenscher Gotik mit Backstein, ältere Teile ganz Naturstein                                   |      |
| Geel                    | (CC) OE 52279                                             |                                               | Kapelle mit Siechensaal I gotisch                                                                                     |      |
| Gestel, Berlaar         | Sint-Lambertuskerk (CC) OE 10029                          | 15. u. 16. Jh.                                | Querschiff jünger; neugotische Veränderungen um 1910                                                                  |      |
| Grobbendonk             | Klosterruine Onze-Lieve-Vrouw-Ten-Troon OE                | Kirche 1418 u. 1579                           | im 19. Jh. Landgut und Untergrundkirche, 1898 abgebrannt                                                              |      |
| Herentals               | Begijnhofkerk Sint-Catharina (CC) OE 47015                | 1614                                          | Innenfoto bei Onroerend Erfgoed                                                                                       |      |
| Herenthout              | Begijnhofkerk Sint-Catharina (CC) OE 47225                | 1550                                          | Veränderungen 1774 |      |
| Herselt                 | Sint-Servatiuskerk (CC) OE 39660                          | Turm 1. H. 16. Jh.                            | Schiff neugotisch |      |
| Hoogstraten             | Sint-Catharinakerk (CC) OE 46578                          | 1525–1550                                     | |      |
| Kasterlee               | Sint-Willibrorduskerk (CC) OE 47309                       |                                               | Turm alt, Schiff Neugotik                                                                                             |      |
| Lier                    | Groot Spui (Große Spülschleuse) (CC) OE 10657             | um 1510                                       | Wehranlage zur Regelung der Kleinen Nete                                                                              |      |
| Lille                   | Turm der Sint-Pieterskerk (CC) OE 47413                   | um 1500                                       | Kirchenschiff mehrfach ersetzt, zuletzt 1912–1914                                                                     |      |
| Loenhout, Wuustwezel    | Pfarrkirche Sint-Petrus en Sint-Paulus (CC) OE 14494      |                                               | |      |
| Mechelen                | Hof van Kamerijk/ Paleis Margaretha van York (CC) OE 3467 | spätes 15. Jh.                                | nur ein Seitengiebel aus Backstein                                                                                    |      |
| Mechelen                | Hof Van Nassau OE 3866                                    | spätes 15. Jh.                                | |      |
| Mechelen                | Bürgerhaus „Het Paradijs“ (CC) OE 112156                  |                                               | Vorderfront verputzt, Seitenfront sichtbarer Backstein                                                                |      |
| Mechelen                | Cellenbroedersklooster (CC) OE 3626                       |                                               | zunächst Kloster, dann Teil des Beginenhofes                                                                          |      |
| Mechelen                | Jezuspoort (Jesuspforte) (CC) OE 3668                     |                                               | Eingangstor eines Beginenhofes                                                                                        |      |
| Meerhout                | St-Elisabeth-Kapel (CC) OE 52558                          | 1527                                          | Kapelle des Weilers Lil, 1725 in neuzeitlichem kleineren Backstein auf mehr als das Doppelte vergrößert               |      |
| Meerle, Hoogstraten     | Sint-Salvatorkerk (CC) OE 46688                           | 1. Hälfte des 15. Jh. – 1. Hälfte des 16. Jh. | |      |
| Minderhout, Hoogstraten | Sint-Clemenskerk (CC) OE 46731                            | Chor 1550                                     | Veränderungen 1773 |      |
| Mol                     | Turm der Sint-Pieter en Pauwelkerk (CC) OE 52686          | um 1500                                       | übrige Kirche neugotische Kreuzbasilika                                                                               |      |
| Oevel, Westerlo         | Turm der Pfarrkirche Sint-Michiel (CC) OE 41284           | 15. Jh.                                       | übrige Kirche 1870 |      |
| Ravels                  | Sint-Servaaskerk (CC) OE 75602                            |                                               | Chor u. Turm spätgotisch, Schiff neugotisch                                                                           |      |
| Rijkevorsel             | Turm der Sint-Willibrorduskerk (CC) OE 46808              | Anf. 16. Jh.                                  | Schiff nach Zerstörung im Zweiten Weltkrieg Neubau in Anlehnung an gotische Formen                                    |      |
| Rijkevorsel             | Kapel(le) Onze-L.-Vrouw van Zeven Weeën (CC) OE 46800     | vor 1475 u. 1608                              | hochgotisch; im 16. Jh. verfallen                                                                                     |      |
| Schoten                 | Sint-Cordulakerk (CC) OE 14339                            | 1611–1618 u. früher                           | nach schweren Schäden im 16. Jh. im frühen 17. Jh. wiederhergestellt; Seitenschiffe neugotisch 1850/1851              |      |
| Schoten                 | Kapel van de Horst (CC) OE 14317                          | 1436–38 u. 1610–1613                          | 1835 Restauration mit massiven neugotischen Veränderungen                                                             |      |
| Turnhout                | Sint-Pieterskerk (CC) OE 12045                            | 1466–1485                                     | Pseudobasilika; Vergrößerungen 1739–1740                                                                              |      |
| Turnhout                | Schloss der Herzöge von Brabant (CC) OE                   | ab 1364                                       | zahlreiche spätere Umbauten, aber Grundstruktur und viel Bausubstanz aus dem 14. Jh. (großer Backstein)               |      |
| Turnhout                | Theobalduskapel (CC) OE 85506                             | 14. Jh.                                       | |      |
| Veerle, Laakdal         | Kirche Onze-Lieve-Vrouw in de Wijngaard (CC) OE 41142     | Turm ab 1505                                  | Neubau nach Brand von 1488, neugotische Vergrößerung von Chor und Schiff 1916–1921                                    |      |
| Vosselaar               | Turm der Pfarrkirche Onze-Lieve-Vrouw (CC) OE 12405       | Turm wohl um 1430                             | übrige Kirche neugotisch 1875                                                                                         |      |
| Weelde, Ravels          | Sint-Michielskerk (CC) OE 75748                           | Turm 1525–1529                                | 17. Jh. Seitenschiffe verbreitert, 1841/1842 Umbau zur Hallenkirche                                                   |      |
| Westmalle, Malle        | Kapelle an der Sint-Martinuskerk (CC) OE 13753            | 15. Jh.                                       | übrige Kirche Brandschäden 1822 und 1915, Vergrößerungen 1902–1905 und beim Wiederaufbau 1926/1927 in später Neugotik |      |
| Wommelgem               | Sint-Janskapel (CC) OE 14449                              | Anf. 16. u. 17. Jh.                           | |      |

## Limburg (Belgien)
(Anzahl der Bauwerke: 26) 
| Ort                       | Bauwerk                                                | Bauzeit                           | Anmerkungen | Foto |
| ------------------------- | ------------------------------------------------------ | --------------------------------- | --- | ---- |
| Rijkhoven, Bilzen         | Ordensburg Alden Biesen OE 745                         | heutige Teile ab 1543             | Niederländische Landmeisterei des Deutschen Ordens; durch massive spätere Umbauten nur wenige gotische Details erhalten                                           |      |
| Bocholt                   | Sint-Laurenskerk (CC) OE 86025                         |                                   | nur Schiff aus Backstein |      |
| Borgloon                  | Beginenhofkirche (CC) OE 31766                         | gotisch Ende 13. / Anf. 14. Jh.   | romanische Kapelle aus Silex gotisch in Backstein vergrößert, später Seitenschiff wieder abgebrochen; bitte nicht verwechseln mit der neugotischen Rusthuiskapel! |      |
| Groot Loon, Borgloon      | mit Vorbehalt: Sint-Servatiuskerk (CC) OE 31903        | Turmoberteil 1616 (?)             | nur Turmoberteil Backstein (mit Mergel), Chor auch gotisch aber ganz aus Mergel                                                                                   |      |
| Diepenbeek,               | Sint-Servaaskerk (CC) OE 83670                         | Turm um 1500                      | Schiff ab 1777 |      |
| Borlo, Gingelom           | Sint-Saturninuskerk (CC) OE 21674                      | Chor 1540–1545                    | Chor in Google Streetview Schiff neugotisch 1907 |      |
| Klein Jeuk, Gingelom      | Kapel(le) Onze-Lieve-Vrouw OE 21694                    | gotisch 16. Jh.                   | romanisch 12. Jh. |      |
| Hamont-Achel              | Monulphus-Gondulphus-Kirche (CC) OE 80089              | 1450–1460                         | Mittelschiff, Querschiff und Chor gotisch, Seitenschiffe neugotisch                                                                                               |      |
| Hamont-Achel              | De Tomp (CC) OE 80087                                  | 13./14. oder 15. Jh.              | unterschiedliche Interpretationen des Rundturms |      |
| Hasselt                   | St.-Quintinus-Kathedrale, OE 22097                     | Backstein ab 1406                 | Chor und Querschiff der romanisch in Werkstein begonnenen Kirche                                                                                                  |      |
| Hasselt                   | Refugium der Abtei Herkenrode (CC) OE 22035            | 1542–1544                         | Flügel an der Maastrichterstraat, Spätgotik (Kielbögen) mit Übergängen zur Renaissance                                                                            |      |
| Kermt, Hasselt            | Kirche Onze-Lieve-Vrouw (CC) OE 22202                  | Turm- oberteil 1512               | Turmunterteil (1220)romanisch aus Eisensandstein, Schiff und Chor klassizistisch (um 1770) und neuer; Pseudobasilika                                              |      |
| Kermt, Hasselt            | Abtei Herkenrode OE 22246                              | Torhaus 1531                      | Torhaus in gotischer Form erhalten, andere Gebäude später stark verändert                                                                                         |      |
| Stevoort, Hasselt         | Sint-Martinus-Kerk (CC) OE 22329                       | Turm 1557                         | Schiff 1717 und 1891/1892 |      |
| Hechtel-Eksel             | Sint-Trudo-Kerk (CC) OE 80492                          | Ende 15. Jh. – 1517               | Turm 1905 an neuer Stelle |      |
| Heers                     | Schloss von Heers (CC) OE 32027                        | spätes 15. – frühes 16. Jh.       | |      |
| Kwaadmechelen, Ham        | Sint-Lambertkerk (CC) OE 21815                         | Turm 1615                         | sehr späte Kempensche Gotik; Schiff 1840 ersetzt, 1940 zerstört, 1953–1958 modern wiederaufgebaut                                                                 |      |
| Lommel                    | Sint-Pietersbandenkerk (CC) OE 80152                   | Turm um 1500                      | Schiff 1596 (nach Kriegsschaden) unter Beibehaltung der Pfeiler des Vorgängerbaus                                                                                 |      |
| Lummen                    | Burg von Loye (CC) OE 22568                            | 1. H. 16. Jh.                     | Veränderungen in den folgenden Jahrhunderten |      |
| Meeuwen                   | Sint-Martinuskerk (Meeuwen) (CC) OE 72451              |                                   | |      |
| Nieuwerkerken             | Burg Wijer (CC) OE 22638                               | 16. Jh.                           | ab 1880 neugotische Anbauten |      |
| Peer                      | Sint-Trudokerk (CC) OE 80768                           |                                   | nur Turm aus Backstein |      |
| St-Huibrechts-Lille, Pelt | Turm der Monulphus-Gondulphus-Kirche (CC) OE 80301     | Turm vor 1551                     | Schiff neugotisch |      |
| Sint-Truiden              | Stiftskirche Onze-Lieve-Vrouw Hemelvaart (CC) OE 22732 | Chor 1. H. 14. Jh. Schiff 15. Jh. | Backsteinbau mit Santsteinschmuck und einigen Mergelmauern |      |
| Tessenderlo               | Kirche St-Martinus (CC) OE 23176                       | Turm 1478                         | aus Backstein nur Turm (Kempische Gotik) u. die neugotischen Seitenschiffe, Schiff und Chor älter aus Eisensandstein                                              |      |
| Zonhoven                  | Kapel(le) van Teneikenen (CC), OE 23211                | 1483, 1555                        | |      |

## Provinz Liège (Lüttich)
| Ort             | Bauwerk                   | Bauzeit           | Anmerkungen | Foto |
| --------------- | ------------------------- | ----------------- | --- | ---- |
| Liège (Lüttich) | Kirche Saint-Servais (CC) | 13., 14., 16. Jh. | Schiff Bänderung aus Backstein und (wohl) Tuffstein, Sockel, Gliederungen und Chor Werkstein, Turm Haustein mit Eckquadern; seit Brand von 1981 Ruine |      |
| Liège (Lüttich) | Kirche Saint-Jean (CC)    |                   | Gewölbe des Kreuzgangs in später Backsteingotik |      |

## Flämisch-Brabant,Wallonisch-BrabantundBrüssel
Bis 1995 bildeten diese Verwaltungsgliederungen zusammen die Provinz Brabant.
(Anzahl der Bauwerke: 16)
| Ort                                   | Bauwerk                                                  | Bauzeit                      | Anmerkungen                                                                                              | Foto |
| ------------------------------------- | -------------------------------------------------------- | ---------------------------- | --- | ---- |
| Beersel                               | Burg Beersel OE 38873                                    | 1300–1310 u. 1491–1506       | nach Zerstörung beim Brüsseler Aufstand (1488–1489) in Gotik-Renaissance-Übergangsstil wiederaufgebaut   |      |
| Brüssel                               | Coudenberg-Palast (CC)                                   | 1451 fertiggestellt          | abgebrannt 1731; Kellergewölbe und archäologische Funde, der Keller und einige Bögen waren aus Backstein |      |
| Brüssel                               | Haus Clève-Ravenstein (CC)                               | Grundzüge 15. Jh.            | im 19. Jh. stark renoviert; diskrete Reste gotischen Backsteins auch in anderen Privathäusern            |      |
| Galmaarden                            | Sint-Pieterskerk (CC) OE 39076                           | Turm 13./14., 16. u. 17. Jh. | Schiff klassizistisch 1771                                                                               |      |
| Itterbeek, Dilbeek                    | Sint-Annakerk (CC) OE 38985                              | Gotik 16. Jh.                | Mauern der Seitenschiffe mit Lagen aus Backstein, andere Teile nur Stein; romanische Teile Mitte 13. Jh. |      |
| Leefdaal, Bertem                      | Kasteel (Schloss) Lefdaal (CC) OE 41513                  | Rundtürme 16. Jh.            | übrige Teile größtenteils 17. Jh.                                                                        |      |
| Leuven                                | Sint-Elisabethgasthuis (CC) OE 42152                     | 1. Hälfte 16. Jh.            | v. a. die Kirche                                                                                         |      |
| Leuven                                | Convent van Chièvres (CC) im großen Beginenhof OE 125415 | 1561                         | |      |
| Meensel, Tielt-Winge                  | Sint-Mattheuskerk (CC) OE                                | Chor 16. Jh., übrige um 1600 | |      |
| Molenbeek-Wersbeeek Bekkevoort        | Sint-Quirinuskerk (CC) OE 41497                          | 15. u. 16. Jh.               | Chor u. Querschiff got. Backstein mit Sandstein                                                          |      |
| Overijse                              | Begijnhofkapel (CC) OE 40430                             |                              | spätgotisch und jünger                                                                                   |      |
| Pepingen                              | Pfarrkirche Sint-Martinus (CC) OE 40336                  | (13.–) 14.–16. Jh.           | überwiegend geschlämmter Backstein; Chor u. Turm 17. Jh.                                                 |      |
| Sint-Pieters-Kapelle, Herne (Belgien) | Pfarrkirche Sint-Pieter (CC) OE 39730                    | Chor 1420                    | Turm 13. Jh. aus Naturstein, Schiff 19. Jh. neugotisch                                                   |      |
| Tielt, Tielt-Winge                    | Onze-Lieve-Vrouwkerk (CC) OE 42809                       |                              | |      |
| Tildonk, Haacht                       | Pfarrkirche Sint-Jan de Doper (CC) OE 41868              | Backstein 16. Jh.            | Schiff aus Backstein m. Specklagen aus Naturstein; Glockengeschoss des Turms (14. Jh.) erst 18. Jh.      |      |
| Wavre                                 | Kirche Saint-Jean-Baptiste (CC)                          | Gotik 16. Jh.                | Schiff u. Turmbasis aus rotem Haustein, Turm aus rotem Backstein mit vielen schmalen Steinbändern        |      |

Technische Verwendung von Backstein gibt es sogar in der Kathedrale St. Michael und St. Gudula in Brüssel, die Kappen eines Gewölbes im Südturm.

## Hainaut (Hennegau)
(Anzahl der Bauwerke: 20) 
| Ort                             | Bauwerk                                            | Bauzeit              | Anmerkungen | Foto              |
| ------------------------------- | -------------------------------------------------- | -------------------- | --- | ----------------- |
| Binche                          | Hôtel de Ville (Rathaus) (CC) MW 56011-CLT-0007-01 | 14. Jh., 1572        | Hauptfassade Sandstein mit got. Arkaden, Südgiebel Backstein |                   |
| Battignies, Binche              | Chapelle Sainte-Anne BC 56011-CLT-0008-01          | um 1600              | sehr späte Gotik | Google Streetview |
| Chièvres                        | Tour de Gavre                                      | Backstein 14. Jh.    | Befestigungsturm der Stadtmauer, Unterbau aus Naturstein 12./13. Jh.                                                                                              |                   |
| Enghien                         | Kirche Saint-Nicolas (CC), MB 55010-CLT-0002-01    | Backstein 16. Jh.    | Seitenschiffe 16. Jh., Vierungsturm aber 18. Jh. |                   |
| Flobecq                         | Kirche Saint-Luc (CC)                              | Backstein 16. Jh.    | |                   |
| Fontaine-l’Évêque               | Kirche Saint-Christophe (CC)                       |                      | einfache Wandflächen des Schiffs aus Backstein |                   |
| Frasnes-lez-Anvaing             | Schloss Anvaing (CC)                               | (12.–) 16. Jh.       | |                   |
| Gerpinnes                       | Kirche Saint-Michel (CC)                           | 1538–1561            | Stufenhalle mit Gewölbeschalen aus Backstein; Anfänge älter |                   |
| Givry, Quévy                    | Kirche Saint-Martin (CC)                           | 1556                 | Turm jünger |                   |
| Havré, Mons                     | Kirche St-Martin (CC) CW                           | Backstein 16. Jh.    | Grenzfall Hallenkirche/Pseudobasilika |                   |
| Hoves, Silly                    | Kirche Saint-Maurice (CC)                          | Backstein 16. Jh.    | querhausartige Kapellenanbauten aus Backstein an urspr. romanischer Kirche aus Bruchstein                                                                         |                   |
| Marcq, Enghien                  | Kirche St-Martin (CC)                              | 15. Jh.              | geweiht 1347, gegenw. Gebäude 15. Jh. |                   |
| Maurage, La Louvière            | St-Jean-Baptiste (CC)                              | 1420                 | Wände der Seitenschiffe im oberen Teil Backstein mit Werksteingliederungen; Chor primär romanisch, aber im 18. Jh. verändert – Google Streetview: Seitenansichten |                   |
| Lessines                        | Saint-Pierre (CC) BC 55023-CLT-0002                |                      | |                   |
| Mons                            | Kapelle Saint-Georges (CC)                         | Backstein            | Kapellenanbau des Rathauses |                   |
| Mouscron                        | Kirche St-Barthélemy (CC)                          | 16. Jh.              | Hallenkirche; Turm neugotisch |                   |
| Oisquercq, Tubize               | Kirche Saint-Martin (CC)                           | Chor 1520            | Kern älter, anderer Backstein neuer |                   |
| Soignies                        | Stiftskirche St-Vincent                            | Anf. 15. Jh. u. 1582 | Gewölbeschalen der Chapelle Saint-Hubert und Außenwände der Chapelle du Saint-Nom; übrige Kirche aus Kalkstein in mehreren Bauphasen seit dem späten 10. Jh.      |                   |
| Strépy-Bracquegnies La Louvière | Kirche Saint-Martin (CC)                           | 1613 ?               | untere Turmgeschosse 11. Jh., Kirchenschiff 1769 |                   |
| Trivières, La Louvière          | Chapelle Notre-Dame- du-Puits (CC)                 | 1509                 | |                   |